# Cúp Puskás 2010
Cúp Puskás 2010 là mùa giải thứ ba của Cúp Puskás và diễn ra từ 2 đến 5 tháng Tư. Ferencvárosi TC là đương kim vô địch. Budapest Honvéd FC giành chức vô địch đầu tiên khi đánh bại Panathinaikos F.C. 2-0 trong trận chung kết.

## Đội bóng tham gia
- Milan (được mời)
- Budapest Honvéd (đội cũ của Ferenc Puskás)
- Ferencváros (được mời)
- Panathinaikos (đội cũ của Ferenc Puskás)
- Puskás Academy (chủ nhà)
- Real Madrid (đội cũ của Ferenc Puskás)

## Địa điểm
- Stadion Sóstói
- Felcsút

Kết quả
Tất cả thời gian đều tính theo (UTC+2).
| Từ khóa các màu trong bảng |
| -------------------------- |
| Vào Chung kết              |

| Đội bóng       | St | T | H | B | BT | BB | Đ |
| -------------- | -- | - | - | - | -- | -- | - |
| Panathinaikos  | 2  | 1 | 1 | 0 | 4  | 2  | 4 |
| Real Madrid    | 2  | 1 | 1 | 0 | 4  | 2  | 4 |
| Puskás Academy | 2  | 0 | 0 | 0 | 4  | 8  | 0 |

| Đội bóng        | St | T | H | B | BT | BB | Đ |
| --------------- | -- | - | - | - | -- | -- | - |
| Budapest Honvéd | 2  | 1 | 1 | 0 | 6  | 2  | 4 |
| Ferencváros     | 2  | 1 | 1 | 0 | 3  | 7  | 4 |
| AC Milan        | 2  | 0 | 1 | 1 | 2  | 3  | 1 |

### Tranh hạng 5
| Puskás Academy | 2-2 | AC Milan |

### Tranh hạng 3
| Real Madrid | 2-0 | Ferencváros |

### Chung kết
| Panathinaikos | 0-2 | Budapest Honvéd |